# 13897 Vesuvius
13897 Vesuvius là một tiểu hành tinh vành đai chính với chu kỳ quỹ đạo là 2888.2648276 ngày (7.91 năm).
Nó được phát hiện ngày 29 tháng 9 năm 1973.